# Paleoproterozoico

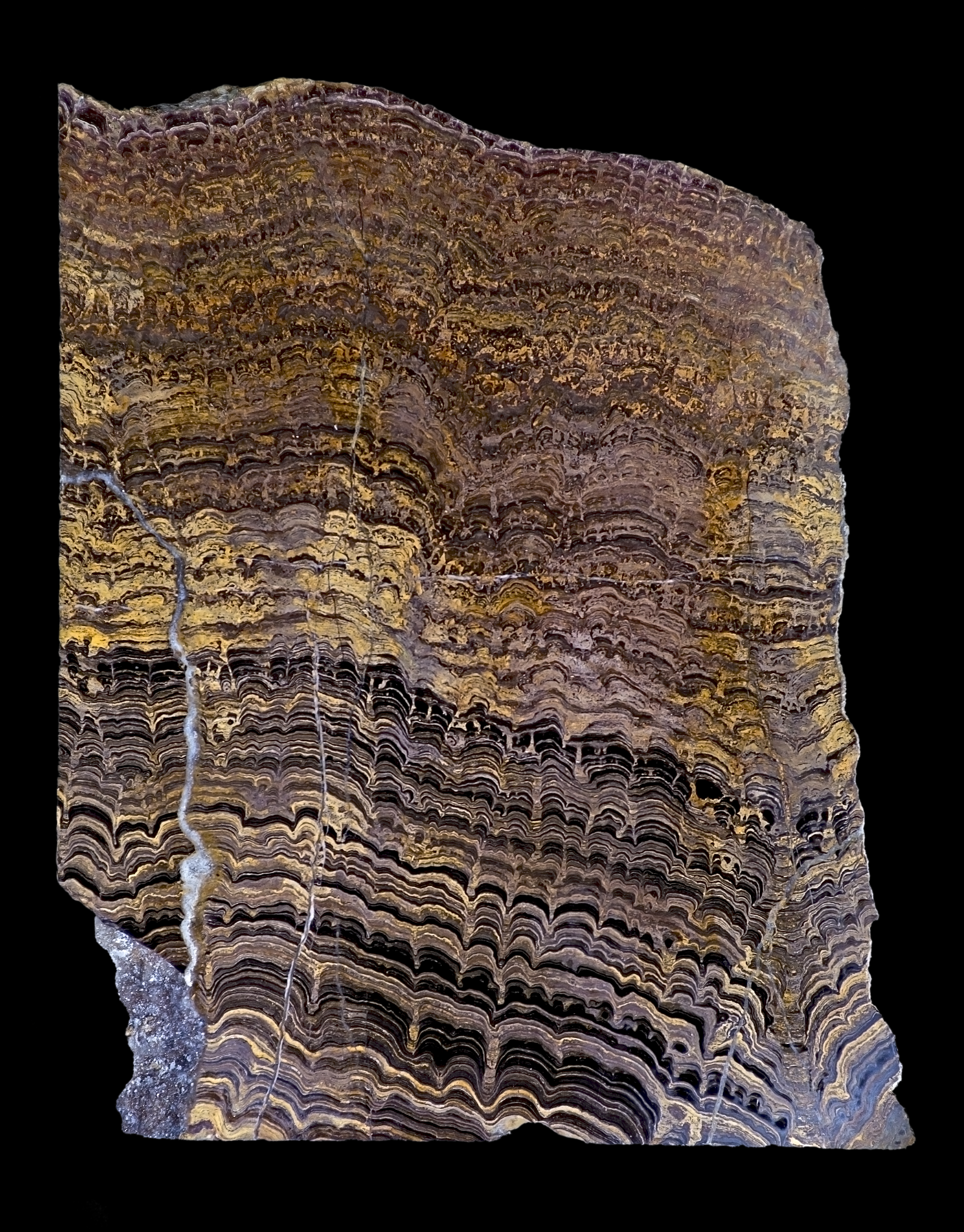
Stromatoliti del Paleoproterozoico in Bolivia.

Il Paleoproterozoico è la prima delle tre ere geologiche in cui è suddiviso il Proterozoico, e si è svolto da 2,5 a 1,6 miliardi di anni fa, per una durata di 900 milioni di anni.

## Suddivisioni
La Commissione Internazionale di Stratigrafia riconosce per il Paleoproterozoico una suddivisione in quattro periodi, ordinati dal più recente al più antico secondo il seguente schema:
| Era               | Periodo     | Milioni di anni | Eventi principali         |
| ----------------- | ----------- | --------------- | ------------------------- |
| Paleoproterozoico | Statheriano | 1.800           | Primi possibili Eucarioti |
| Paleoproterozoico | Orosiriano  | 2.050           | Atmosfera con ossigeno    |
| Paleoproterozoico | Rhyaciano   | 2.300           | Glaciazione uroniana      |
| Paleoproterozoico | Sideriano   | 2.500           | Catastrofe dell'ossigeno  |

## Elementi caratterizzanti

Evoluzione dell'ossigeno atmosferico, la cui comparsa risale a 2.450 milioni di anni fa.

In questa era, i continenti iniziarono a stabilizzarsi.
Gli organismi unicellulari detti Cianobatteri evolsero, e cominciarono a sviluppare un processo biochimico detto fotosintesi il quale produce energia e ossigeno convertendo la radiazione solare. Prima di una significativa crescita dell'ossigeno nell'atmosfera, molte forme viventi esistevano come anaerobiche, cosicché il metabolismo cellulare dipendeva da una particolare forma di respirazione cellulare che non richiedeva ossigeno (archeobatteri). L'accumulo progressivo di ossigeno libero nell'atmosfera fu letale per molti organismi anaerobici, dando luogo alla prima estinzione di massa nota come catastrofe dell'ossigeno che portò alla scomparsa di quasi tutte le forme vitali anaerobiche, tipiche del precedente eone Archeano, in particolare della precedente era neoarcheana. Le sole forme di vita che rimasero erano o resistenti alla ossidazione e al conseguente effetto letale dell'ossigeno, o caratterizzavano il proprio ciclo di vita in un ambiente contenente ossigeno libero.

## I primi fossili
I cianobatteri sono all'origine delle prime consistenti evidenze fossili di vita, le stromatoliti. Si tratta di depositi di carbonato di calcio in forma di laminazioni alternativamente di colore chiaro e scuro, derivate dalla precipitazione di carbonato indotta dall'attività batterica (lamine scure) e da sedimento fine carbonatico intrappolato dai tappeti batterico-algali (lamine chiare). Questi depositi costituiscono di fatto delle bio-costruzioni di dimensioni anche notevoli (decine di metri di spessore ed estensione da centinaia di metri a decine di chilometri), e determinano lo sviluppo delle prime facies di piattaforma carbonatica.